# Kolej Cerrejón
Kolej Cerrejón (hiszp. Ferrocarril Cerrejón) – normalnotorowa, niepowiązana z resztą sieci kolejowej kraju, towarowa linia kolejowa w Kolumbii, łącząca kopalnię węgla kamiennego w Cerrejón z portem Puerto Bolívar nad Oceanem Atlantyckim w departamencie La Guajira.
Linia o długości 150 km powstała w latach 80. XX wieku z inicjatywy spółek węglowych Drummond i Prodeco, wydobywających surowiec w Cerrejón (drugi co do wielkości producent węgla w Kolumbii). Na trasie najczęściej uruchamianych jest dziennie dziewięć pociągów, a każdy z nich składa się ze 150 wagonów o tonażu 110 ton każdy. Przedsiębiorstwo dysponuje trzynastoma lokomotywami spalinowymi i 448 wagonami. Według raportu zrównoważonego rozwoju z 2019 kolej Cerrejon może przewozić około 148 500 ton węgla dziennie.